# Viale Palmiro Togliatti
Viale Palmiro Togliatti è una strada a doppia carreggiata di Roma che scorre da sud a nord nella periferia est della città, collegando via Tuscolana alla via Tiburtina.

## Storia

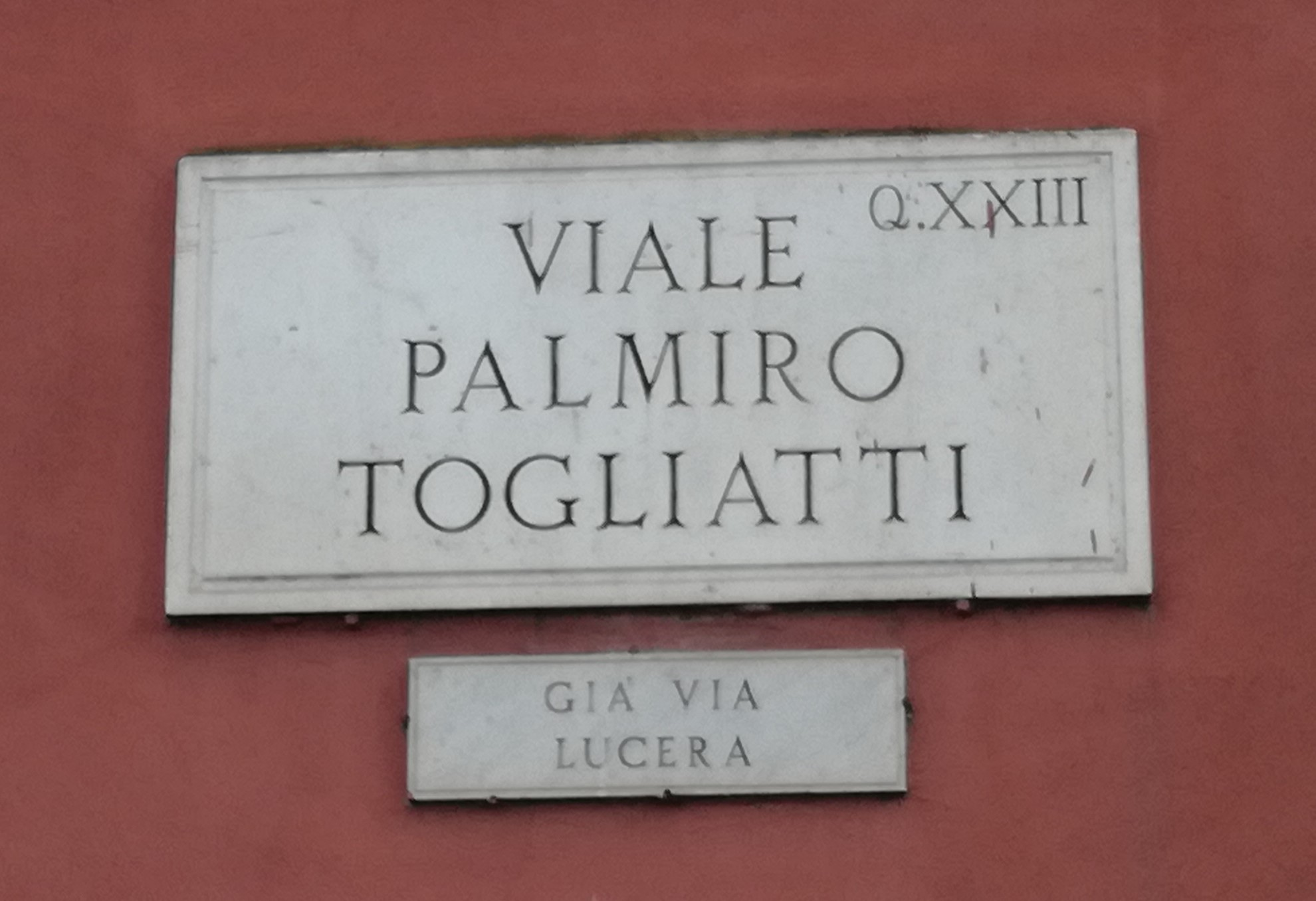
Targa stradale con sottostante nome originale (lato Quarticciolo)

La strada venne intitolata allo storico leader del Partito Comunista Italiano onorevole Palmiro Togliatti (1893-1964) il 1º dicembre 1976, con apposita deliberazione n. 10998 della Giunta Municipale, presieduta dall'allora sindaco Giulio Carlo Argan, tramite l'unificazione dei tracciati di cinque strade contigue che da via Tuscolana portavano fino a via Collatina, quando l'ultimo tratto, dalla Collatina alla Tiburtina, era ancora in costruzione con il piano di zona "Tiburtino Sud" (Colli Aniene). Le strade unificate erano: circonvallazione Subaugusta (da piazza di Cinecittà a via Casilina), viale della Botanica (da via Casilina a via delle Robinie), via del Fosso di Centocelle (da via delle Robinie a via dell'Incoronata e oltre), via Lucera (da via Prenestina a via Molfetta e oltre), via Basiliano (da via Prenestina a via Collatina).
A circa metà del percorso il viale attraversa gli archi dell'Acquedotto alessandrino.

## Infrastrutture e trasporti
L'intero viale è servito dalla linea ATAC 451 ed è raggiungibile dalla linea tramviaria  dalla stazione Termini e inoltre, dalla omonima uscita del tronco urbano dell'autostrada A24.
|  | È raggiungibile dalla stazione di Palmiro Togliatti. |